# The History of Eric Clapton
The History of Eric Clapton è un doppio LP di raccolta del musicista britannico Eric Clapton, pubblicato nel 1972.

## Tracce
Side A
1. I Ain't Got You (Calvin Carter) – 2:46 – The Yardbirds
2. Hideaway (Freddie King/Sonny Thompson) – 3:13 – John Mayall & the Bluesbreakers
3. Tales of Brave Ulysses (Eric Clapton/Martin Sharp) – 2:46 – Cream
4. I Want to Know (S. McLeod) – 2:14 – Eric Clapton and the Powerhouse
5. Sunshine of Your Love (Jack Bruce/Pete Brown/Clapton) – 4:11 – Cream
6. Crossroads (Robert Johnson) – 4:14 – Cream

Side B
1. Spoonful (Willie Dixon) – 16:43 – Cream
2. Badge (Clapton/George Harrison) – 2:45 – Cream

Side C
1. Sea of Joy (Steve Winwood) – 3:19 – Blind Faith
2. Only You Know and I Know (Dave Mason) – 4:18 – Delaney & Bonnie
3. I Don't Want to Discuss It (Beth Beatty/Dick Cooper/Ernie Shelby) – 5:40 – Delaney & Bonnie
4. Teasin' (Curtis Ousley) – 2:15 – King Curtis
5. Blues Power (Clapton/Leon Russell) – 3:11 – Eric Clapton

Side D
1. Tell the Truth (Clapton/Bobby Whitlock) – 3:19 – Derek and the Dominos
2. Tell the Truth – Jam (Clapton/Whitlock) – 9:27 – Derek and the Dominos
3. Layla (Clapton/Jim Gordon) – 7:06 – Derek and the Dominos